# Jörg Demus
Jörg Wolfgang Demus (ur. 2 grudnia 1928 w St. Pölten, zm. 16 kwietnia 2019 w Wiedniu) – austriacki pianista pochodzenia duńskiego.

## Życiorys
W latach 1940–1945 studiował w Universität für Musik und darstellende Kunst w Wiedniu. Jego nauczycielami byli Walter Kerschbaumer (fortepian), Karl Walter (organy), Hans Swarowsky i Joseph Krips (dyrygentura) oraz Joseph Marx (kompozycja). Kontynuował edukację u Yvesa Nata w Paryżu (1950–1951) i w Saarbrücken u Waltera Giesekinga, a później u Edwina Fischera, Wilhelma Kempffa i Artura Benedettiego Michelangelego.
Debiutował jako pianista w Wiedniu w 1943 roku. Otrzymał odznakę Gesellschaft der Musikfreunde (1947) i pierwszą nagrodę w Międzynarodowym Konkursie Pianistycznym im. Ferruccio Busoniego (1956). Zdobył popularność jako wykonawca utworów W.A. Mozarta oraz Schuberta. Grywał w duecie z pianistą Paulem Badurą-Skodą, występował też z takimi wokalistami jak Elisabeth Schwarzkopf oraz Dietrich Fischer-Dieskau.
Był posiadaczem kolekcji historycznych instrumentów klawiszowych. Autor pracy Abenteuer der Interpretation (Wiesbaden 1967) oraz Die Klaviersonaten L. van Beethovens (wspólnie z Paulem Badurą-Skodą, Wiedeń 1970).
Odznaczony został austriackim Krzyżem Honorowym I Klasy za Naukę i Sztukę (2006) oraz kawalerią Legii Honorowej (2006).